# Liste der Monuments historiques in Le Mériot
Die Liste der Monuments historiques in Le Mériot führt die Monuments historiques in der französischen Gemeinde Le Mériot auf.

## Liste der Immobilien
| Bezeichnung                                | Beschreibung | Standort                                            | Kennzeichnung | Schutzstatus | Datum | Bild |
| ------------------------------------------ | --- | --------------------------------------------------- | ------------- | ------------ | ----- | ---- |
| Zufahrt zum ehemaligen Château de Jaillac  | nördlich des ehemaligen Schlosses: Dammweg mit vier Bögen, 17. Jahrhundert; südlich davon: vier Brücken, 18. Jahrhundert (Abb.) | östlich des Ortes (Lage)                            | PA10000002    | Inscrit      | 1996  |      |
| Brücken der königlichen Straße Paris–Basel | um 1743 erbaut; sechs von ursprünglich acht Brücken, zwei davon auf dem Gebiet von Nogent-sur-Seine, sowie ein Meilenstein      | östlich des Ortes im Zuge der heutigen D 619 (Lage) | PA10000003    | Inscrit      | 1996  |      |

## Liste der Objekte
| Bezeichnung                                         | Beschreibung                                             | Standort                                | Kennzeichnung | Schutzstatus | Datum | Bild |
| --------------------------------------------------- | -------------------------------------------------------- | --------------------------------------- | ------------- | ------------ | ----- | ---- |
| Taufbecken                                          | Kalkstein, 12. Jahrhundert                               | in der Kirche Sts-Pierre-et-Paul (Lage) | PM10001192    | Classé       | 1913  |      |
| Grabstein für Pierre Lalement                       | Kalkstein, bezeichnet 1649                               | in der Kirche Sts-Pierre-et-Paul (Lage) | PM10001194    | Classé       | 1913  |      |
| Skulptur Madonna mit Kind                           | Kalkstein, übertüncht, erste Hälfte des 18. Jahrhunderts | in der Kirche Sts-Pierre-et-Paul (Lage) | PM10001195    | Classé       | 1935  |      |
| Grabstein für Gauthier du Plessis und seine Ehefrau | Kalkstein, bezeichnet 1343                               | in der Kirche Sts-Pierre-et-Paul (Lage) | PM10001193    | Classé       | 1913  |      |